# Stammenhof

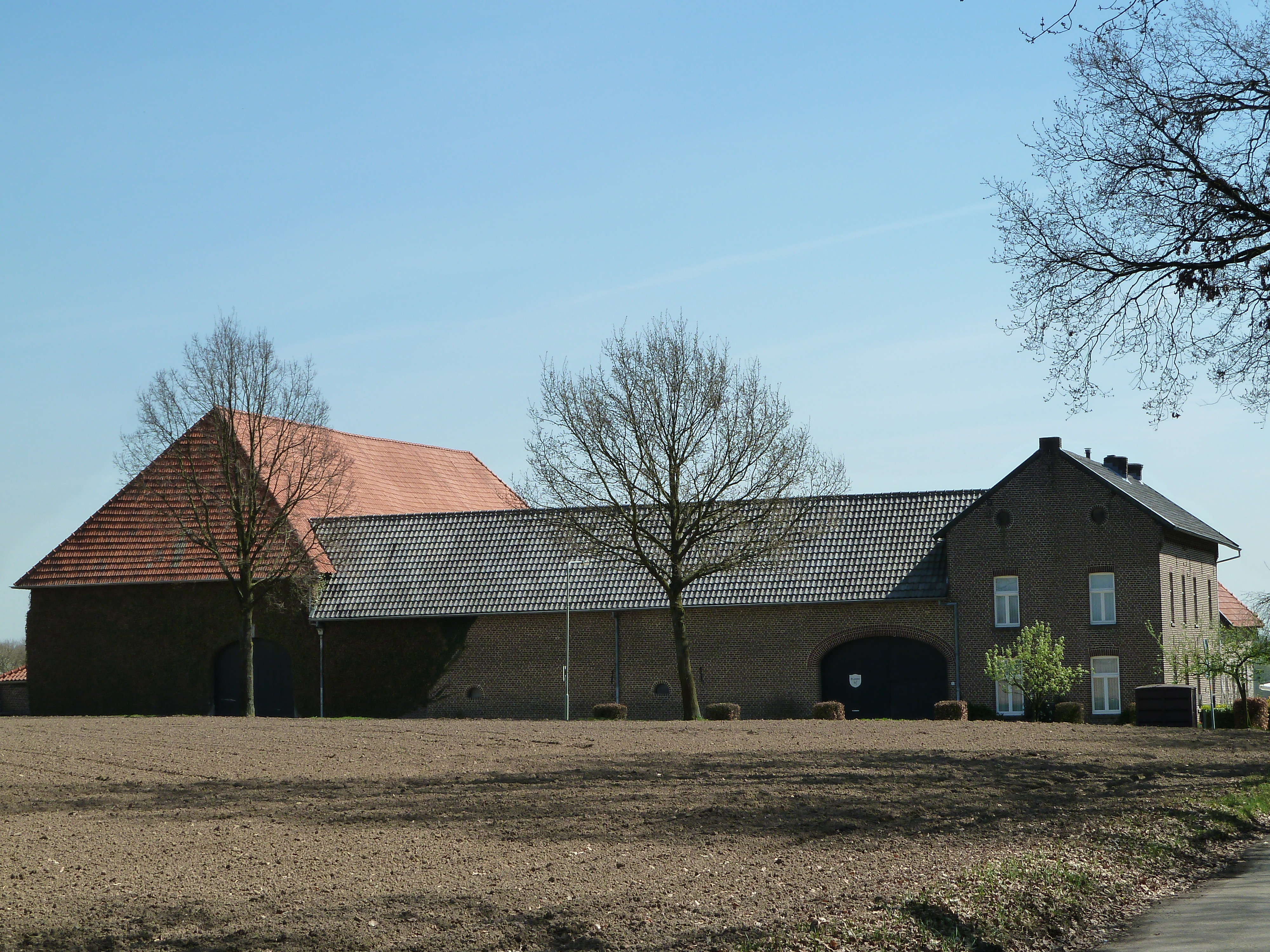
De hoeve Stammenhof

De Stammenhof is een grote bakstenen hoeve met binnenplaats gelegen bij Sweikhuizen in de Nederlands Zuid-Limburgse gemeente Beekdaelen. De hoeve is gelegen in het Stammenderveld ten zuiden van de weg van Sweikhuizen naar Puth en is gelegen aan de rand van het Stammenderbos boven op de helling.
De hoeve zou oorspronkelijk stammen uit de middeleeuwen. In 1696 brandde de toenmalige hoeve af. In de jaren die volgden werd de hoeve opnieuw opgebouwd. De sluitsteen boven de poort draagt het jaartal 1772.
Het gebouw is een rijksmonument.

## Zie ook

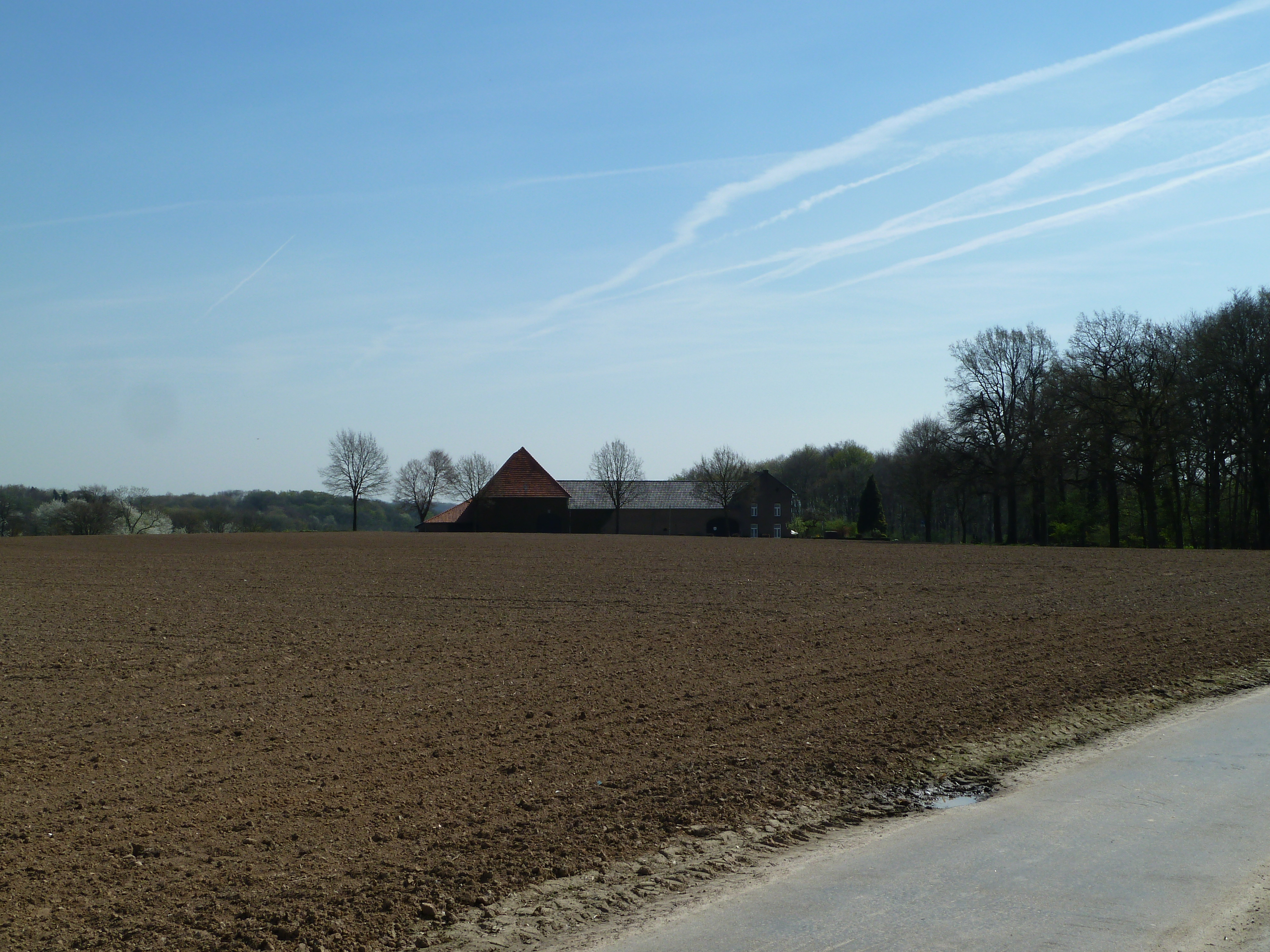
De hoeve aan de rand van het bos
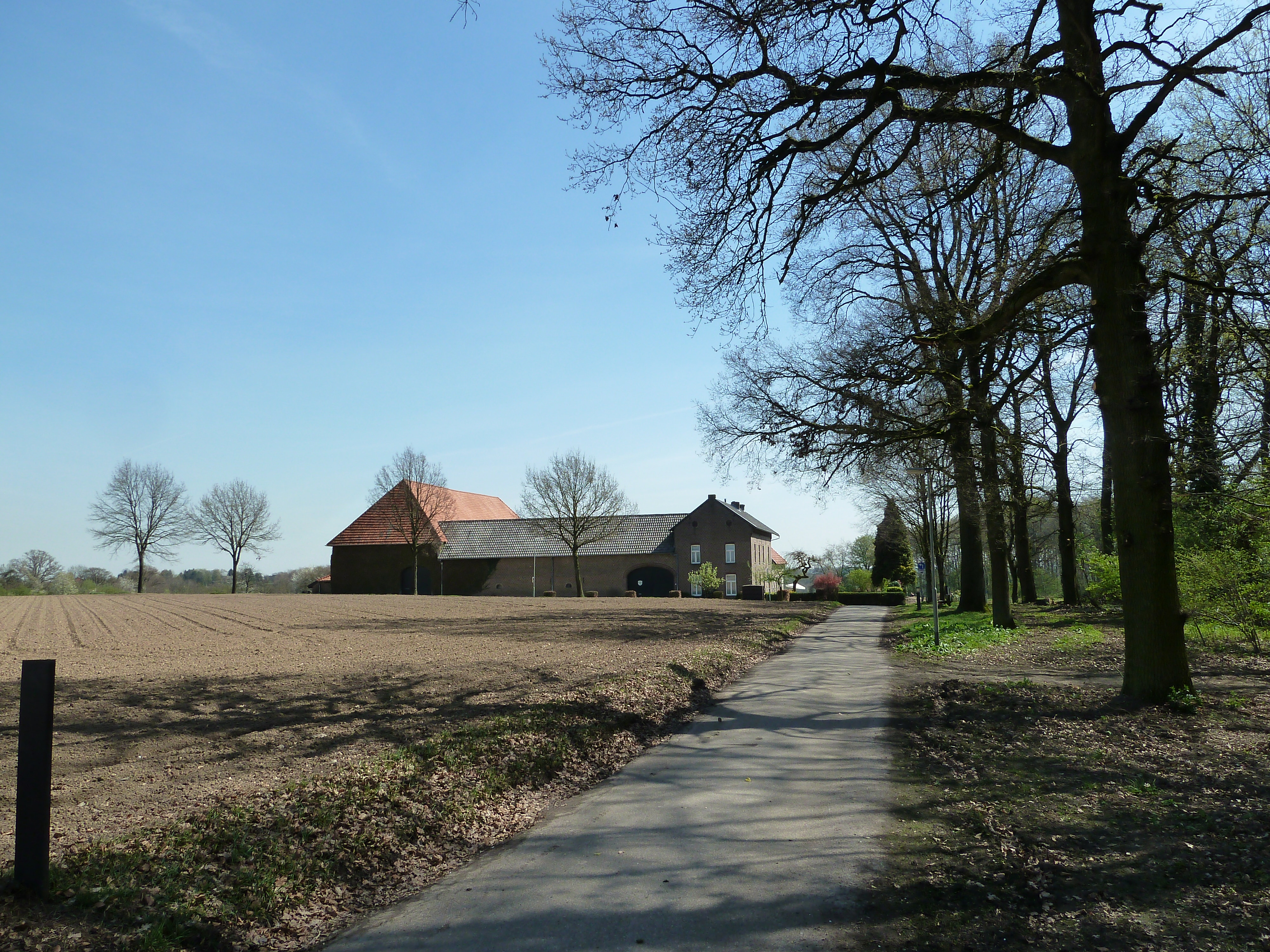
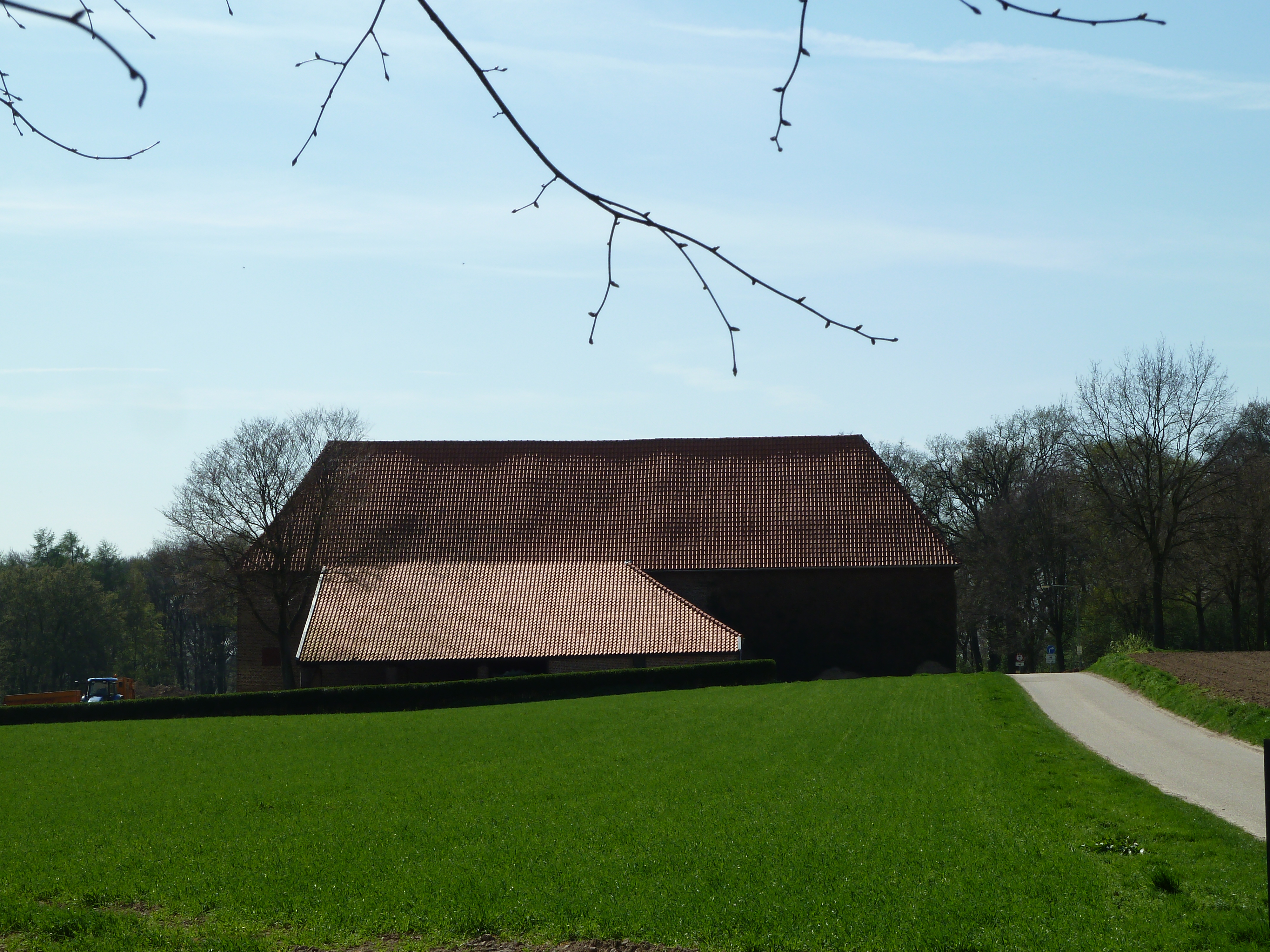
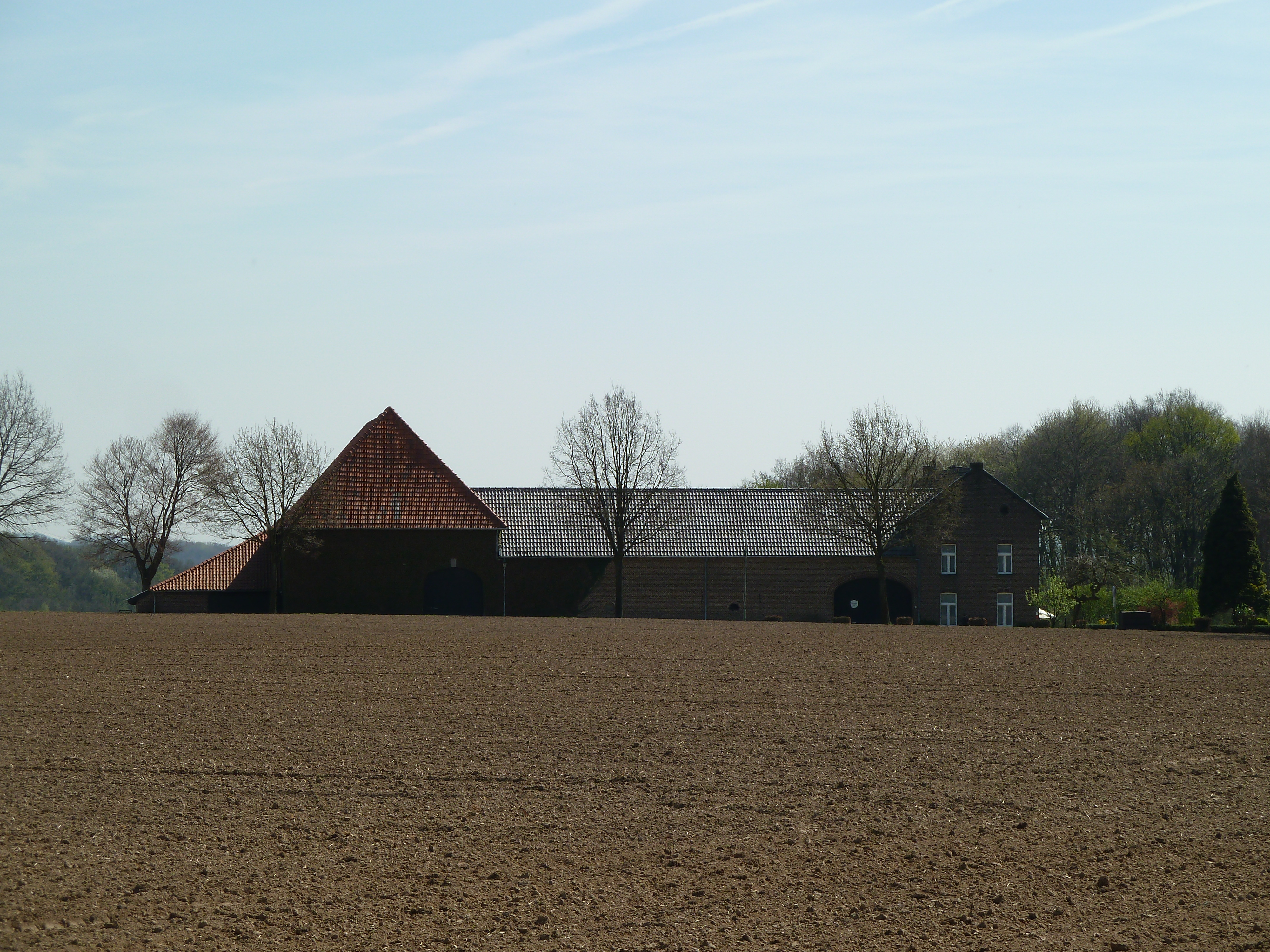